# Lac Tuz
Le lac Tuz (en turc : Tuz Gölü, « lac de sel ») est le second plus grand lac de Turquie, situé en Anatolie centrale, à 105 km au nord-est de Konya et à 150 km au sud-est d'Ankara.
Ce lac, très peu profond (1 à 2 mètres seulement), a une superficie de 1 600 km2 la majeure partie de l'année. Il mesure normalement 80 km de long et 50 km de large et se trouve à 905 m au-dessus du niveau de la mer. Le lac occupe une aire que se partagent les provinces d'Ankara, d'Aksaray et de Konya.
Le lac occupe une dépression d'origine tectonique au centre du plateau anatolien. Il est alimenté par des eaux provenant à la fois de la surface et du sous-sol mais il n'a aucun émissaire. Les eaux du lac ont une salinité extrêmement élevée et en été l'eau s'évapore presque complètement mettant ainsi à découvert un dépôt de sel d'une épaisseur moyenne de 30 cm. En hiver, une partie du sel se dissout à nouveau dans l'eau douce introduite dans le lac à la suite des abondantes précipitations hivernales. Ce mécanisme est à la base du procédé utilisé par l'industrie extractive pour extraire le sel du lac, qui représente 70 % du sel consommé en Turquie.
Le lac est entouré de terres arables excepté les terrains inondables situés au sud et au sud-ouest qui sont occupés par la steppe en raison de la salinité de leur sol.

## Protection environnementale
En 2001, le lac Tuz ainsi que la zone de steppe qui l'environne ont été déclarés zone protégée. La plus importante colonie nidificatrice de flamants roses de Turquie réside sur un groupe d'îles occupant la partie méridionale du lac. En 2013, cette aire de protection environnementale spéciale a été proposée pour une inscription au patrimoine mondial et figure sur la « liste indicative » de l’UNESCO dans la catégorie patrimoine naturel.
Lors de la première moitié du mois de juillet 2021, des milliers de bébés flamants roses sont retrouvés morts dans un lac Tuz asséché. Les activistes écologistes mettent cette sécheresse et ses conséquences sur le compte du dérèglement climatique et des techniques d'irrigation locales (notamment le détournement de l'approvisionnement  d'un cours d'eau qui alimente le lac Tuz au profit de l'agriculture), ce qui est contesté par le ministre turc de l'Agriculture et des Forêts, Bekir Pakdemirli.

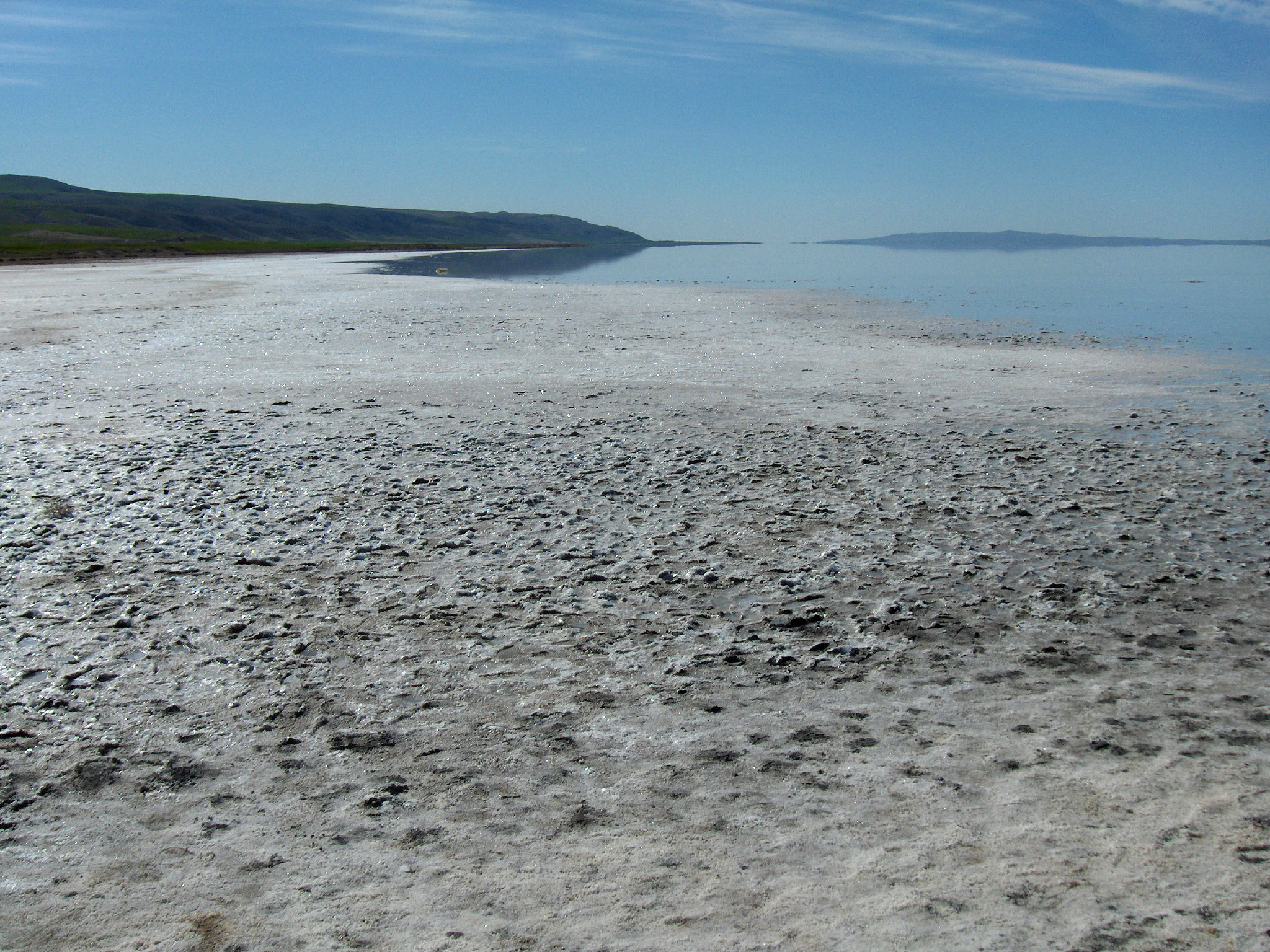
Les rives salées du lac Tuz
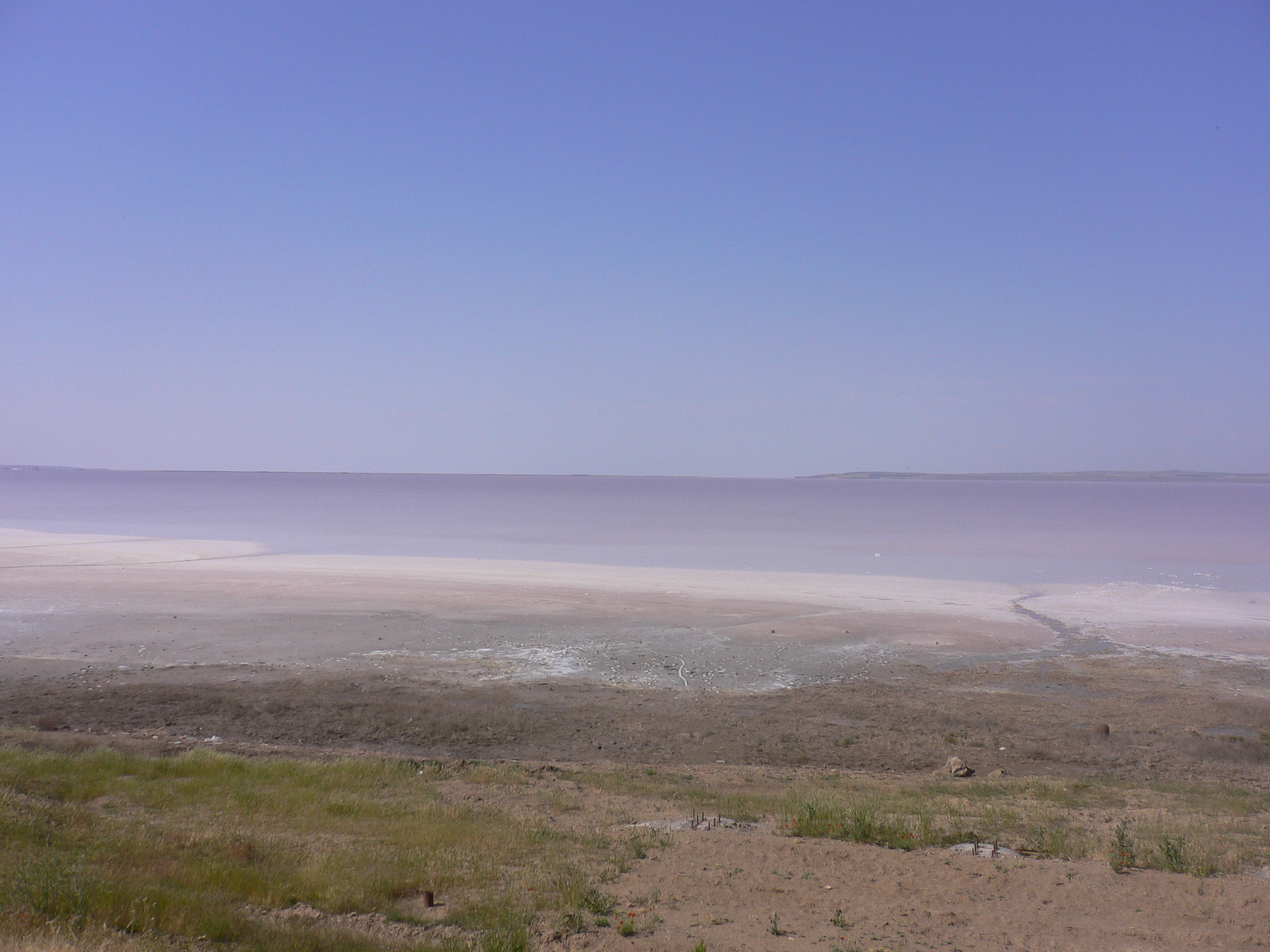
Les eaux du lac prennent une teinte rose en raison de leur forte salinité et de la présence de microorganismes
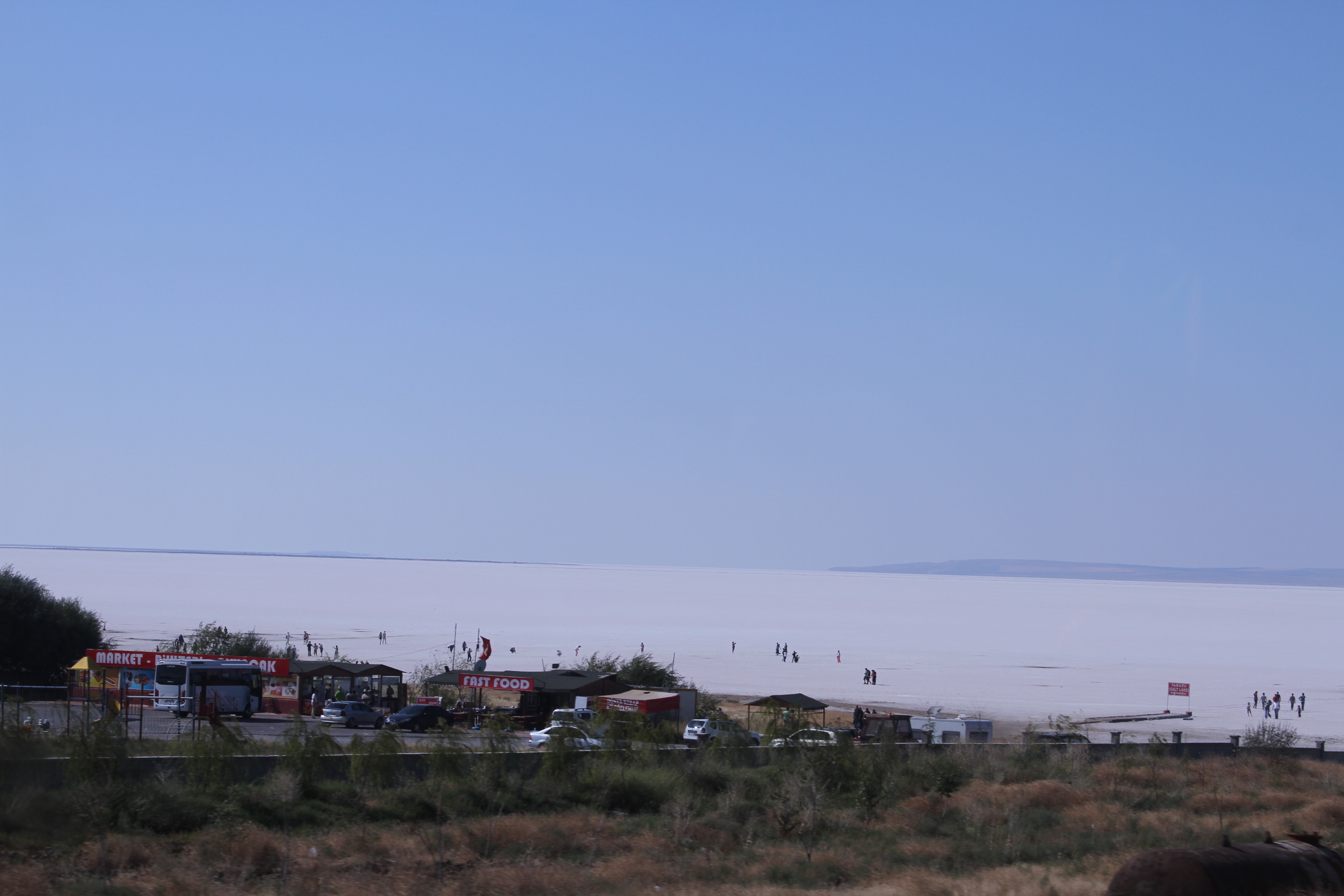
Le lac est un lieu de villégiature apprécié
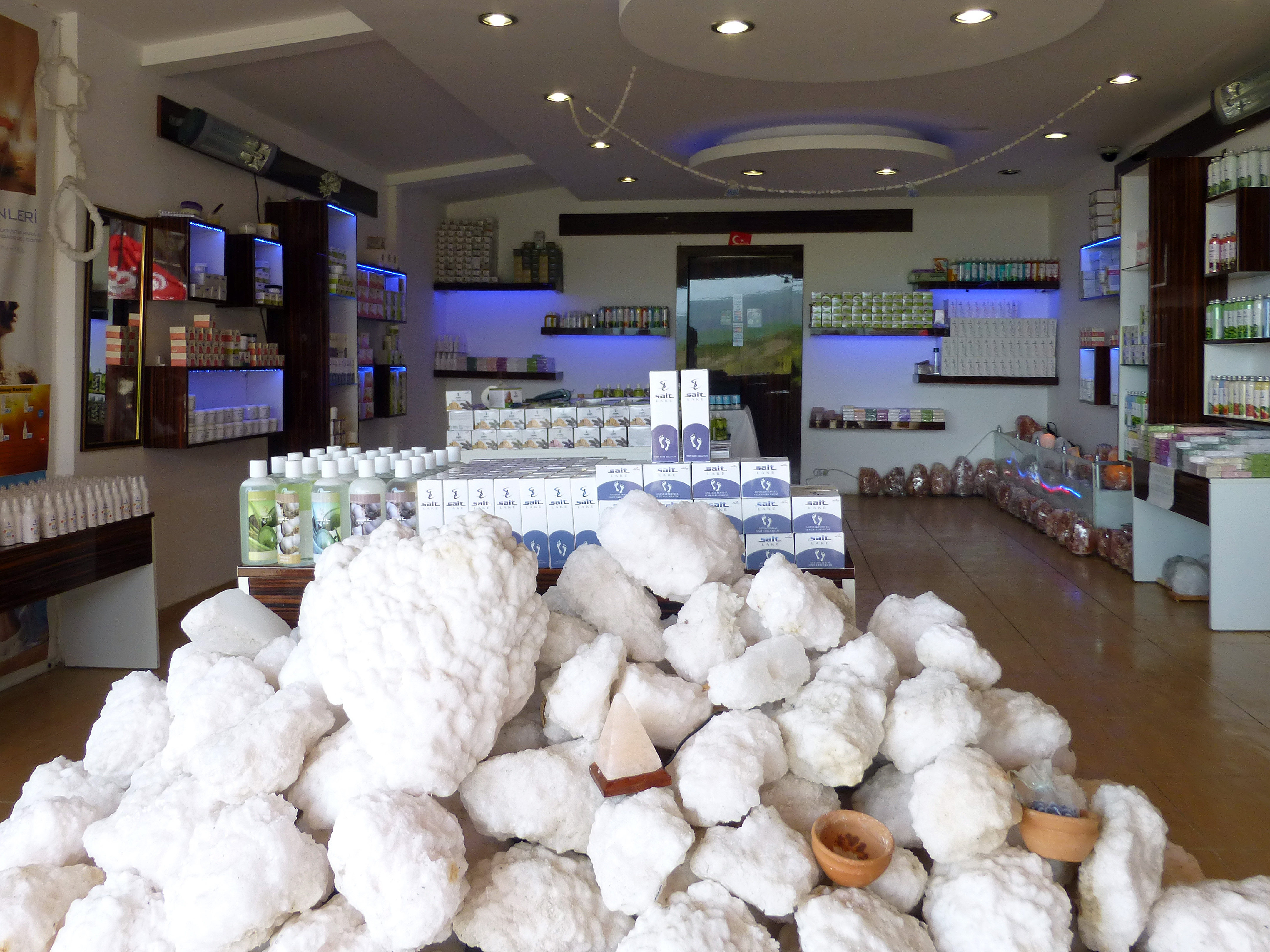
Vente de produits dérivés du sel